# Monic Pérez
Monic Marie Pérez Díaz (Bayamón, 1 de febrero de 1990) es una modelo y reina de belleza puertorriqueña ganadora del certamen Miss Universe Puerto Rico 2013.

## Biografía
Monic es graduada de enfermería de la Universidad de Puerto Rico, Recinto de Arecibo, donde perteneció al cuadro de honor, y la primera representante de Arecibo que gana la corona de Miss Puerto Rico. Es la mayor de tres hermanos y en su juventud se mudó a Nueva York junto a su madre, la ingeniera Mirna Díaz. Actualmente tiene un contrato con la agencia de modelaje IMG Models y reside en Nueva York.